# 카스바 우다이아

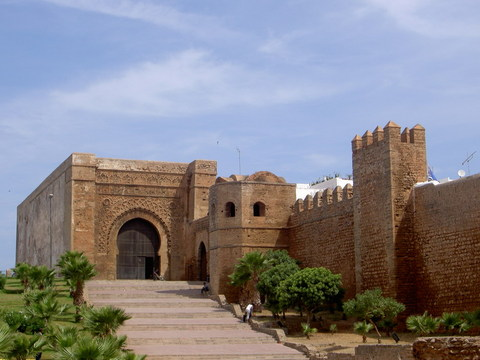

카스바 우다이아(Kasbah of the Udayas, قصبة الوداية) 또는 카스바 우다야는 모로코 라바트에 위치한 카스바이다. 부레그레그강 입구에 위치해 있다.

## 우다이아 정원
카스바 우다이아에 있는 정원으로 안달루시아풍의 분수와 남국의 꽃들로 아름답게 꾸며져 있다. 이 정원 안에는 민속 악기들을 수집해서 전시한 악기 박물관도 있고, 베르베르인의 결혼 의상이나 카펫, 도기, 가구 등 민속 공예품을 전시한 우다이아 박물관도 있다.